# Casa Pau Casades
La Casa Pau Casades és un edifici situat al xamfrà del carrer d'Alí Bei amb el passeig de Sant Joan, a la Dreta de l'Eixample de Barcelona.

## Història
Va ser projectat el 1898 per l'arquitecte Adolf Ruiz i Casamitjana per encàrrec de l'empresari tèxtil Pau Casades i Espoy (Agramunt, 1818 - Barcelona, 1902).

## Descripció
Consta de planta baixa, entresol, sis pisos, i àtic. A la façana destaquen elements com com el portal, ressaltat amb un porxo sobre columnes, amb ornamentació modernista de tipus, així com el balcó coreegut de pedra del principal, amb les figures de dues figures femenines, una dama burgesa tocant l'arpa i una dona menestral teixint. La cantonada es resol amb una torre semicircular.